# Sabino Elói Pessoa
Sabino Eloy Pessoa (Coimbra, 21 de Maio de 1821 — Rio de Janeiro, 1897) foi um militar brasileiro.
Veio com seu pai para o Brasil, em 1821, após seu nascimento, estabelecendo-se na Bahia, onde foi batizado. Fez seus primeiros estudos e depois, o curso da Academia de Marinha, onde serviu no Corpo da armada até o posto de Capitão-Tenente. Recebeu os graus de dignitário de grã-cruz da Imperial Ordem da Rosa e de comendador da Imperial Ordem de São Bento de Avis.Também foi condecorado com a medalha da campanha da Cisplatina. E atuou como Conselheiro do Imperador.  

## Obras literárias
Foi co-autor do livro: "Viagem da corveta imperial Marinheiro nos annos de 1857 a 1858 a diversos portos do Mediterraneo e do Atlantico", Publicado em 1860, e com referencia na Virtual International Authority File e na Biblioteca Nacional de Portugual. 

### Revista Marítima Brasileira
Foi o fundador da Revista Marítima Brasileira, cuja primeira edição circulou no dia 1 de março de 1851.

## Títulos e honras

### Honras
- Dignitário da Ordem Imperial do Cruzeiro do Sul
- Comendador da Ordem de São Bento de Avis

### Honras militares
- Medalha da Campanha da Cisplatina